# Верга, Алехандро
Алехандро А. Верга (исп. Alejandro A. Verga; род. 7 марта 1959, Буэнос-Айрес) — аргентинский хоккеист на траве, полевой игрок; тренер. Участник летних Олимпийских игр 1988 года, чемпион Панамериканских игр 1979 года, двукратный серебряный призёр Панамериканских игр 1983 и 1987 годов.

## Биография
Алехандро Верга родился 7 марта 1959 года в аргентинском городе Буэнос-Айрес.
До 1991 года играл в хоккей на траве в чемпионате Аргентины, после чего перебрался в Нидерланды, где выступал за «Ларен».
В составе сборной Аргентины по хоккею на траве трижды выигрывал медали Панамериканских игр: золотую в 1979 году в Сан-Хуане, серебряные в 1983 году в Каракасе и в 1987 году в Индианаполисе.
В 1988 году вошёл в состав сборной Аргентины по хоккею на траве на летних Олимпийских играх в Сеуле, занявшей 8-е место. Играл в поле, провёл 7 матчей, забил 2 мяча (по одному в ворота сборных Кении и СССР).
В 1990 году участвовал в чемпионате мира в Лахоре, где аргентинцы заняли 9-е место. Забил 1 мяч.
В течение карьеры провёл за сборную Аргентины 149 матчей.
По окончании игровой карьеры стал тренером. Был главным тренером молодёжной сборной Аргентины, с которой в 2001 году завоевал серебро чемпионата мира. В Нидерландах работал менеджером и главным тренером нидерландских ХГК, «Амстердамсе», «Кампонга» и юношеской сборной страны, был техническим директором «Алмерсе». В 2017 году стал техническим менеджером и тренером «Кампонга».
Награждён орденом Оранских-Нассау (10 сентября 2017).

## Семья
Сын — Валентин Верга (род. 1989), нидерландский хоккеист на траве. Серебряный призёр летних Олимпийских игр 2012 года, участник летних Олимпийских игр 2016 года.